# Pachyphysis
Pachyphysis är ett släkte av lavar. Pachyphysis ingår i familjen Porpidiaceae, ordningen Lecideales, klassen Lecanoromycetes, divisionen sporsäcksvampar och riket svampar.
|             | Porpidia                               |
|             |                                        |
| Pachyphysis | \| \| Pachyphysis ozarkana \| \| \| \| |
|             | \| \| Pachyphysis ozarkana \| \| \| \| |
|             | Clauzadea                              |
|             |                                        |
|             | Bellemerea                             |
|             |                                        |
|             | Koerberiella                           |
|             |                                        |
|             | Labyrintha                             |
|             |                                        |
|             | Catarrhospora                          |
|             |                                        |
|             | Stenhammarella                         |
|             |                                        |
|             | Poeltiaria                             |
|             |                                        |
|             | Paraporpidia                           |
|             |                                        |
|             | Stephanocyclos                         |
|             |                                        |
|             | Xenolecia                              |
|             |                                        |
|             | Poeltidea                              |
|             |                                        |
|             | Pachyphysis ozarkana                   |
|             |                                        |

|  | Pachyphysis ozarkana |
|  |                      |